# دقات الأجراس
دقات الأجراس: قصة عفريت عن بعض الأجراس التي دقت بين نهاية السنة القديمة وبداية السنة الجديدة، (بالإنجليزية: The Chimes: A Goblin Story of Some Bells that Rang an Old Year Out and a New Year In)‏ هي رواية قصيرة كتبها تشارلز ديكنز، ونشرت في عام 1844، أي بعد عام واحد من أنشودة عيد الميلاد وقبل عام واحد من صرار الليل على الموقد. وهي ثاني قصص سلسلة «كتب عيد الميلاد»: وهي خمسة قصص قصيرة مع رسائل اجتماعية وأخلاقية قوية نشرت خلال أربعينات القرن التاسع عشر.

## ملخص الحبكة
شعر تروتي، وهو «حامل تذاكر» مسنّ فقير، في ليلة رأس السنة بالكآبة بسبب التقارير الواردة في الصحف عن الجريمة والأفعال اللا أخلاقية، وتساءل إن كانت الطبقات العاملة بالفعل شريرةً بطبيعتها. وصلت ابنته ميغ وخطيبها ريتشارد وأعلنا قرارهما بالزواج في اليوم التالي. أخفى تروتي مخاوفه، وتبددت سعادتهم بسبب لقائهم مع ألدرمان كيوت، بالإضافة إلى خبير الاقتصاد السياسي ورجل شاب، وكلهم يجعلون تروتي وميغ وريتشارد يشعرون أنه ليس لديهم حق في الوجود، ناهيك عن الزواج. يحمل تروتي ملاحظة للسير عضو البرلمان جوزيف باولي، الذي يوزع الصدقة على الفقراء بطريقة ديكتاتورية. يقوم باولي بتسوية ديونه بشكل متفاخر لضمان بداية جيدة للعام الجديد، وقد وبّخ تروتي لأنه مدين له بإيجار قليل و10 أو 12 شلن إلى متجره المحلي ولم يتمكن من سداده بعد. يواجه تروتي مواطنًا فقيرًا يدعى ويل فيرن مع ابنته اليتيمة ليليان، عند عودته إلى وطنه مقتنعًا بأنه هو وزملاءه الفقراء بغضاء بطبيعة الحال وليس لديهم مكان في المجتمع. لقد اتُهم فيرن بالتشرد لذلك رغب في زيارة كيوت ليضع الأمور في نصابها الصحيح، لكن تمكن تروتي من تحذيره من أن كيوت يعتزم اعتقاله وسجنه بسبب محادثة استمع إليها في منزل باولي. اصطحب تروتي فيرن وابنته معه إلى المنزل وتشارك هو وميغ طعامهما الهزيل وسكنهما السيئ مع الزوار. تحاول ميغ إخفاء تعاستها، لكن يبدو أنها قد أُقنعت بالعدول عن الزواج من ريتشارد بسبب مواجهتها كيوت والآخرين.
يبدو أن الأجراس كانت تنادي تروتي في الليل، فذهب إلى الكنيسة ووجد باب البرج مفتوحًا ثم تسلق إلى غرفة الأجراس، وهناك اكتشف أرواح الأجراس والغوبلن المرافقة لهم الذين جعلوه يفقد الإيمان في قدر الإنسان وقدرته على التحسن. قيل له إنه سقط من البرج أثناء تسلقه وهو ميتٌ الآن، ويجب أن تكون حياة ميغ اللاحقة الآن بمثابة درسٍ له. أجبر هناك على مشاهدة سلسلة من الرؤى، وهو مغلوب على أمره ليتدخل في حياة كل من ميغ وريتشارد وويل وليليان على مدى السنوات التالية. يبدأ ريتشارد بإدمان الكحول؛ وتتزوجه ميغ في نهاية المطاف في محاولة منها لإنقاذه، لكنه مات، تاركًا لها طفلًا صغيرًا. كان يُساق ويل إلى داخل وخارج السجن بموجب قوانين وقيود تافهة؛ وليليان تتجه إلى العمل بالدعارة. تُدفع ميغ في النهاية، إلى التفكير مليًا في إغراق نفسها مع طفلها، وبالتالي ارتكاب خطايا القتل والانتحار المميتة. كانت نية دقات الأجراس هي تعليم تروتي أن الهدف من وجود الجنس البشري هو تحقيق الأشياء النبيلة، بعيدًا عن كونه شريرًا بطبيعته. ينهار تروتي عندما يرى ميغ مستعدة للقفز في النهر، ويصرخ أنه تعلم درسه ويطلب من دقات الأجراس أن تنقذها، وعندها فقط يجد نفسه قادرًا على لمسها ومنعها من القفز. يجد تروتي نفسه في نهاية الكتاب مستيقظًا في المنزل وكأنه كان في حلم بينما تدق الأجراس في رأس السنة الجديدة في نفس اليوم الذي تسلق فيه البرج. اختارت ميغ وريتشارد الزواج، واختار جميع أصدقائها بشكل عفوي أن يقدموا لهما حفل الزفاف. يدعو المؤلف القارئ بشكل صريح إلى تقرير ما إذا كانت هذه «الصحوة» هي حلم داخل حلم. يجب على القارئ الاختيار بين العواقب الوخيمة لسلوك الطبقات العليا من وجهة نظر تروتي، أو سعادة العرس.

## الشخصيات الرئيسية
- توبي «تروتي» فيك، بطل الرواية، مرسال مسن فقير أو «حامل التذاكر».
- مارغريت «ميغ» فيك، ابنة توبي البالغة من العمر 21 عامًا.
- السيدة آن، صاحبة المتجر المحلي.
- ألدرمان كيوت، قاضي السلام.
- السيد فيلر، خبير اقتصادي سياسي.
- السير جوزيف باولي، وهو عضو برلماني.
- ويل فيرن، مواطن.
- ليليان فيرن، ابنة ويل اليتيمة.